# ニッサン川
ニッサン川（Nissan）は、スウェーデン南西部を流れ、ハルムスタッド市でカテガット海峡に注ぐ、全長約240kmの川である。
座標: 北緯56度39分20秒 東経12度51分00秒 / 北緯56.65556度 東経12.85000度